# Juan de Capistrano
San Juan de Capistrano (en italiano: Giovanni da Capestrano; en húngaro: Kapisztrán Szent János) (24 de junio de 1386 - 23 de octubre de 1456) fue un fraile franciscano napolitano que predicó de forma ambulante por casi toda Europa, sobre todo en el Este. Fue canonizado en 1690 por el papa Alejandro VIII. Ha sido llamado el “Apóstol de Bohemia” y su memoria litúrgica se celebra el 23 de octubre.

## Biografía

### Primeros años
Nació en 1386 en el pueblo de Capistrano, de la diócesis de Sulmona, en la región de Abruzos. Su padre había llegado a Italia como miembro de la corte angevina de Luis I de Nápoles.
Su primer objetivo fue el de ser jurista, consiguiéndolo con 26 años en 1412. Gracias a su maestro Baldus de Ubaldis, ejercería dicho cargo en la misma Perugia, además de ser gobernador de ella, por orden de Ladislao I de Nápoles, pero la ciudad fue ocupada en las luchas contra Rímini por el ejército de Segismundo Malatesta. Fue hecho prisionero y durante este encarcelamiento comenzó a reflexionar más seriamente sobre su alma. Finalmente decidió abandonar el mundo y convertirse en fraile franciscano, debido a un sueño que tuvo al ver a san Francisco y donde el santo le dijo que debía ingresar en la orden franciscana. No habiendo consumado el matrimonio, pidió y recibió permiso de su esposa para la anulación. Al año siguiente fue ordenado sacerdote y llegó a ser vicario general. Su gran maestro de teología fue san Bernardino de Siena.

### Predicando por Europa
Se lanzó entonces a predicar los evangelios por Europa, primero pasando por Alemania, Bohemia (en donde predicó y proclamó cruzadas contra los husitas), Austria, Hungría y Polonia. Predicaba en las plazas, acudiendo gran número de personas en las distintas ciudades donde le llamaban "el padre piadoso" o "el santo predicador". Muchos jóvenes se le unieron en sus labores religiosas y provocaba gran fervor en todos los que le escuchaban, llegándose a producir espontáneas quemas de libros de brujería. Sus discursos duraban entre dos y tres horas. En estos sermones multitudinarios, según relataba el cronista Elia Capriolo, ocasionalmente se producían «hermosos milagros», aunque también señala que «se contaba mucho más de lo que era realmente cierto».
Su rutina diaria era el dormir y comer poco, y ser siempre amable con los demás. Sufría de cojera por artritis y vestía pobremente.
Después de muerto, reunieron los apuntes de los estudios que hizo para preparar sus sermones, que sumaron 17 gruesos volúmenes.
Además de predicar, se dedicó a ser consejero personal y legado (embajador) de papas como Martín V, Eugenio IV, Nicolás V y Calixto III, siendo muy prudente y sabio en sus decisiones diplomáticas. Fue enviado, entre otros destinos, a Milán y a Borgoña. También ejerció de inquisidor varias veces, condenando la herejía, el amor mundano y la vanidad. En Breslavia reclamó la expulsión de los judíos de dicha ciudad e incluso llegó a mandar quemar a 40 de ellos y otros 36 en la plaza del mercado de Berlín, y los persiguió en Sicilia, Moravia y Polonia. Asimismo persiguió a los fraticelli en Ferrara y a los jesuatos en Venecia.

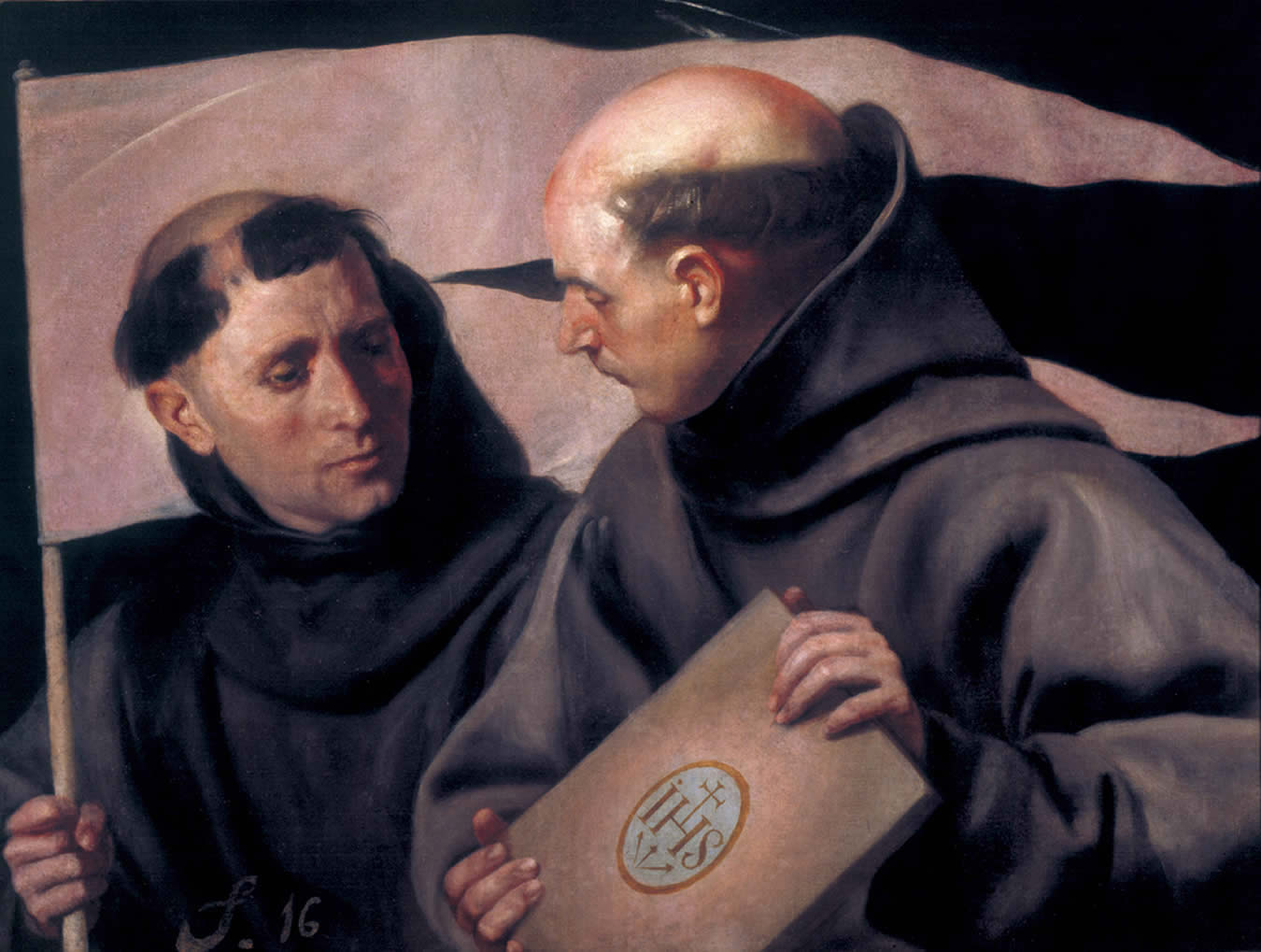
Alonso Cano: San Bernardino de Siena y San Juan de Capistrano (Museo de Bellas Artes de Granada).

### Cruzada contra los turcos

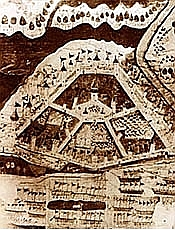
El sitio de Belgrado de 1456 (imagen de un manuscrito turco del).

Los turcos habían conquistado la ciudad de Constantinopla en 1453 y se preparaban para invadir Hungría por orden del conquistador Mehmet II. Ya se habían reclutado a 100 000 hombres para tal misión y consiguieron invadir Serbia en 1455, para retomar los territorios húngaros perdidos para el momento. El papa Calixto III predicó una cruzada en la Dieta de Fráncfort en 1454 para defenderse del ataque otomano en el Este de Europa, y su llamamiento fue respondido por Juan de Capistrano, que empezó a reclutar a cristianos fervorosos por toda Hungría. Logró reunir un total de 35 000 hombres, aunque en su mayoría eran campesinos, artesanos y estudiantes y estaban mal pertrechados. Al contingente de 15 000 mercenarios del caudillo de los húngaros, se unió Juan Hunyadi, al que la nobleza había dado la espalda y no podía contar con un ejército regular.

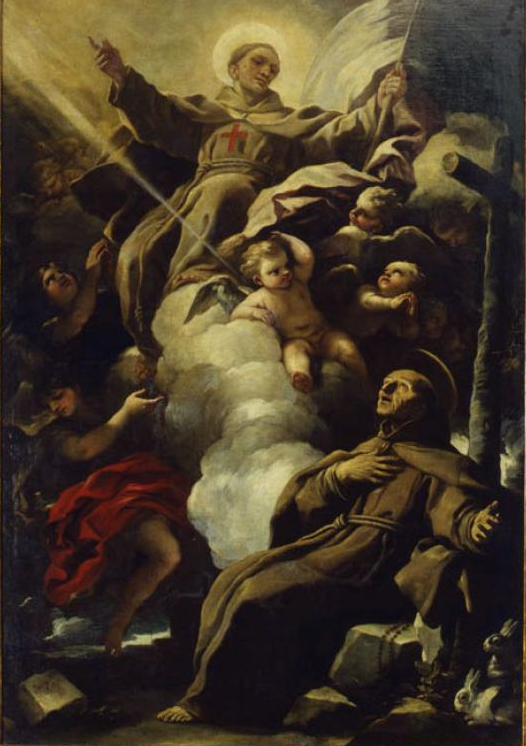
San Juan de Capistrano apareciéndose a San Pedro de Alcántara
por Luca Giordano.

El punto de encuentro entre las fuerzas cristianas y las otomanas se daría en el Sitio de Belgrado, último reducto para que los turcos pudieran pasar libremente a Hungría. Era el mes de julio del año 1456. La ciudad se encontraba medio derruida a causa del bombardeo de los 200 cañones turcos y, para colmo, se acercaban 50 000 jenízaros. Entonces el santo se dedicó a enardecer a las tropas empuñando una bandera en donde estaba bordada una cruz mientras gritaba: "Jesús, Jesús, Jesús". Esto animó a los defensores, que consiguieron rechazar en dos ocasiones las acometidas turcas. En el momento álgido de la batalla, el franciscano pronunció: "Creyentes valientes, todos a defender nuestra santa religión", liderando el contraataque cristiano que provocó la retirada turca, produciéndose 25 000 bajas entre los infieles.
Los oficiales del contingente cristiano dijeron de él en varias ocasiones: "Este fraile tiene más autoridad sobre nuestros soldados, que el mismo jefe de la nación". El franciscano fue vitoreado en Belgrado al regresar de la persecución de los otomanos por su gran victoria. Pero poco le duró la alegría, ya que la peste se había desatado en la ciudad y Juan de Capistrano se contagió de ella, muriendo pocos meses después, el 23 de octubre de 1456 con 70 años.

## Patronazgos
- Capellanes castrenses[3]
- Juristas[4]
- Belgrado[5]

Se le consideró "Salvador de Europa".